# Clermontia grandiflora
Clermontia grandiflora är en klockväxtart som beskrevs av Charles Gaudichaud-Beaupré. Clermontia grandiflora ingår i släktet Clermontia, och familjen klockväxter.

## Underarter
Arten delas in i följande underarter:
- C. g. grandiflora
- C. g. maxima
- C. g. munroi